# Paul John Hogan
Pour les articles homonymes, voir Hogan.
Ne pas confondre avec l'acteur australien Paul Hogan.
Paul John Hogan, généralement crédité P. J. Hogan, est un réalisateur et scénariste  australien, né en 1962 à Brisbane.

## Filmographie

### Comme réalisateur
- 1984 : Getting Wet (court-métrage)
- 1986 : The Humpty Dumpty Man
- 1993 : Sloth
- 1994 : Muriel (Muriel's Wedding)
- 1997 : Le Mariage de mon meilleur ami (My Best Friend's Wedding)
- 2002 : Amours suspectes (Unconditional Love)
- 2003 : Peter Pan
- 2009 : Confessions d'une accro du shopping (The Secret Dreamworld of a Shopaholic)
- 2012 : Mental

### Comme scénariste
- 1984 : Getting Wet (court-métrage)
- 1986 : The Humpty Dumpty Man
- 1986 : The Flying Doctors (série télévisée)
- 1988 : Vicious!, de Karl Zwicky
- 1990 : Skirts, de Ian Gilmour, Brendan Maher et Richard Sarell (série télévisée)
- 1991 : The Miraculous Mellops, de Karl Zwicky (série télévisée)
- 1992 : Lift Off, de Mario Andreacchio, Ray Boseley et Steve Jodrell (série télévisée)
- 1994 : Muriel (Muriel's Wedding)
- 2002 : Amours suspectes (Unconditional Love)
- 2003 : Peter Pan